# میکلوش نمت (پرتاب‌گر نیزه)
میکلوش نمت (مجاری: Miklós Németh؛ زادهٔ ۲۳ اکتبر ۱۹۴۶) پرتاب‌گر نیزه اهل مجارستان است.
از افتخارات وی میتوان به کسب مدال طلا پرتاب نیزه در بازی‌های المپیک تابستانی ۱۹۷۶ اشاره کرد.